# Line Uno
Line Uno Jensen (* 19. Oktober 1993 in Kolding) ist eine dänische Handballspielerin, die dem Kader der dänischen Nationalmannschaft angehört.

## Karriere
Line Uno spielte anfangs in ihrer Geburtsstadt für Kolding KFUM und Kolding IF. Im Alter von 15 Jahren wechselte die Rückraumspielerin zu Tarm-Foersum GF, wo sie anfangs im Jugendbereich spielte und später für die Damenmannschaft in der zweithöchsten dänischen Spielklasse auflief. Im Jahre 2013 schloss sie sich SK Aarhus an. Zwei Jahre später unterschrieb sie einen Vertrag beim dänischen Verein Viborg HK. Uno nahm mit Viborg in der Saison 2015/16 am Europapokal der Pokalsieger sowie in der Saison 2016/17 am EHF-Pokal teil. Zur Saison 2019/20 wechselte sie zum französischen Erstligisten Entente Sportive Bisontine Féminin. Im Januar 2021 riss ihr im Ligaspiel gegen Brest Bretagne Handball das vordere Kreuzband. Uno lief in der Saison 2022/23 für den dänischen Erstligisten Ikast Håndbold auf. Mit Ikast gewann sie 2023 die EHF European League. Anschließend steht sie bei SønderjyskE Håndbold unter Vertrag. Uno wird die erste Hälfte der Saison 2024/25 aufgrund ihrer Schwangerschaft pausieren.
Uno bestritt 9 Länderspiele für die dänische Nationalmannschaft, in denen sie 23 Treffer erzielte.